# Брачола
Брачола (итал. braciola, итальянское произношение: [braˈtʃɔːla]; множественное число braciole [braˈtʃɔːle]) — название, которое может относиться к нескольким различным блюдам итальянской кухни.

## Кусочки мяса
Брачола может относиться к итальянскому блюду, состоящему из кусочков мяса, обжаренных на сковороде или на гриле, часто в собственном соку или в небольшом количестве лёгкого оливкового масла . Они отличаются от более тонко нарезанных fettine («маленькие / тонкие ломтики»), которые никогда не содержат костей и обычно тоньше.

## Инвольтини
В сицилийской, итало-американской и итало-австралийской кухнях брачола представляет собой тонкие жареные ломтики мяса (обычно свинины, курицы, говядины или рыбы-меч), которые сворачиваются в виде рулета (эта категория рулетов известна по-итальянски как involtini) с сыром и панировочными сухарями. По-сицилийски это блюдо также называется bruciuluni.
Брачолу можно приготовить вместе с фрикадельками и итальянской колбасой в неаполитанском рагу или томатном соусе, который некоторые называют sarsa или succu (по-сицилийски) или «воскресный соус» (Sunday gravy) в некоторых районах северо-востока США. Их также можно приготовить без томатного соуса. Существует множество вариантов рецепта, включая вариации сыра и добавление овощей, таких как баклажаны. Брачолу едят не только как основное блюдо, но и как гарнир на ужин или в бутерброде на обед.

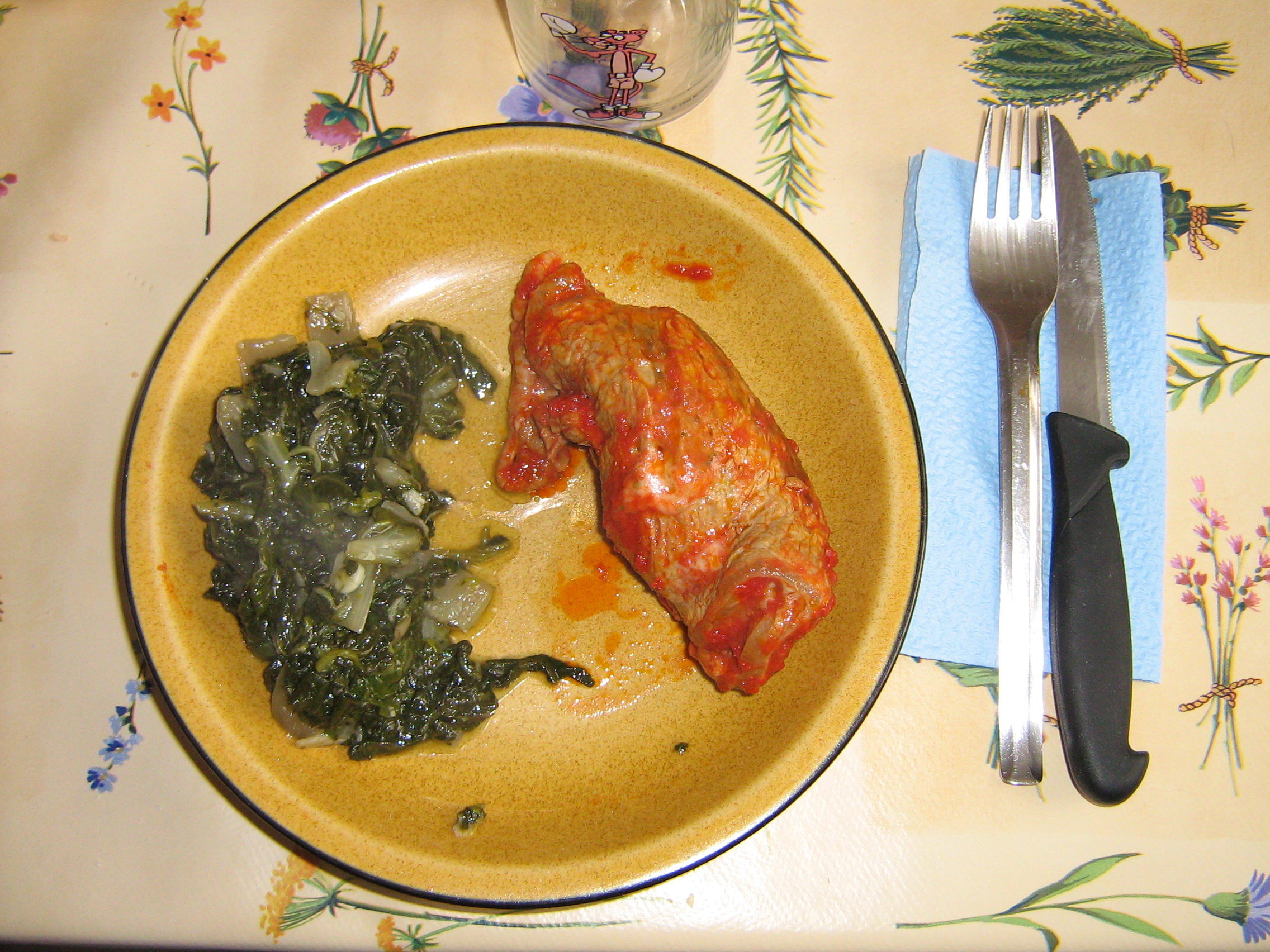
Приготовленная брачола

После начинки и скручивания брачолу часто перевязывают веревкой или прикалывают деревянными зубочистками, чтобы удерживать начинку. После обжаривания до коричневого цвета мясные рулетики помещают в соус для завершения приготовления, все ещё закреплённые ниткой или зубочистками.